# Куренівські тополі
Куренівські тополі — ботанічна пам'ятка природи місцевого значення, знаходиться в Подільському районі м. Києва по вулиці Вишгородській, 6 на території середньої загальноосвітньої школи № 8. Заповідана у лютому 2013 року (рішення Київської міськради від 21.02.2013 № 15/9072).

## Опис
Куренівські тополі являють собою 2 старі тополі чорні. На висоті 1,3 м дерева мають в охопленні 3,7 та 4,8 м.

## Галерея

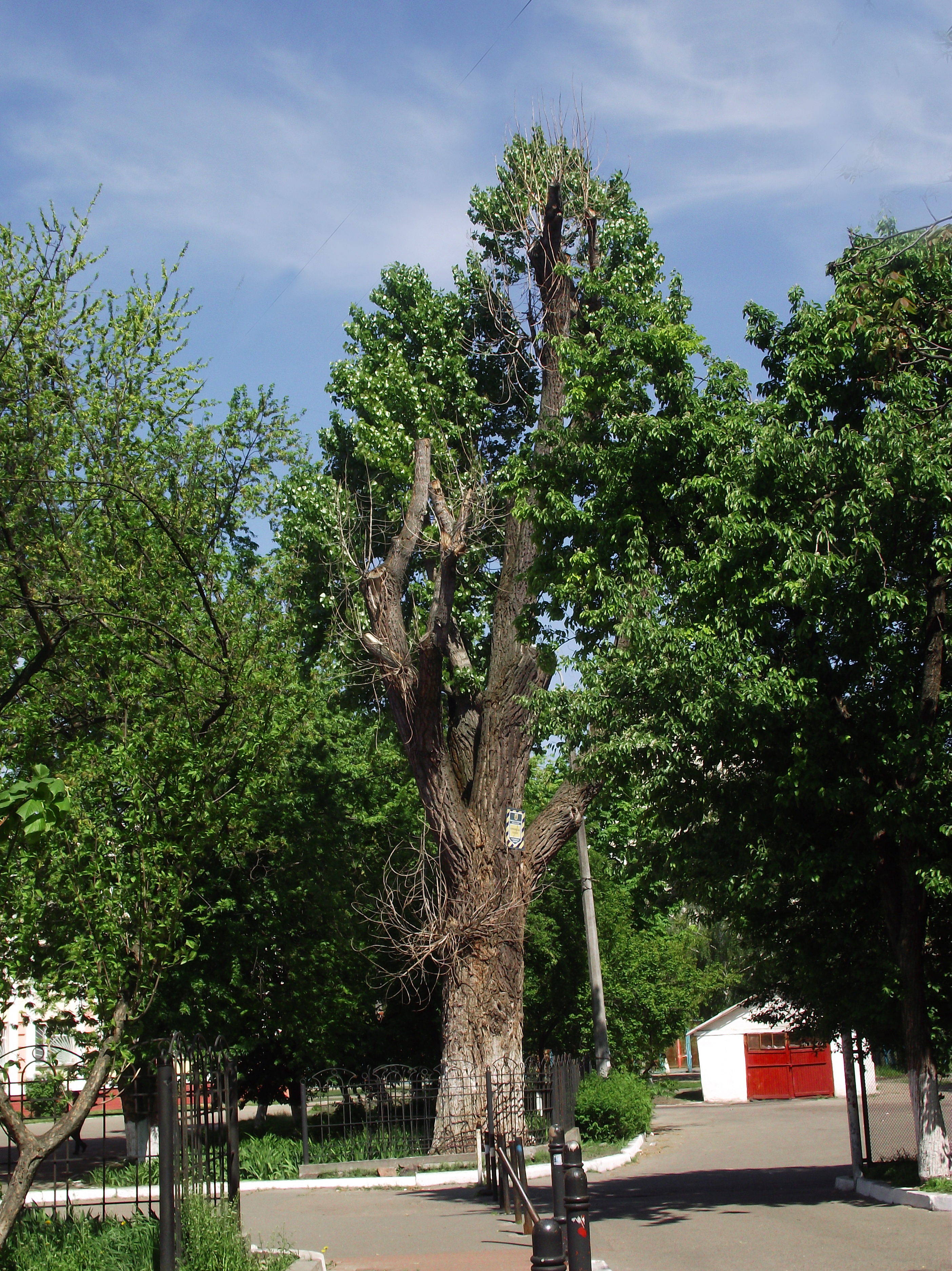
Одна з тополь (літо 2009)
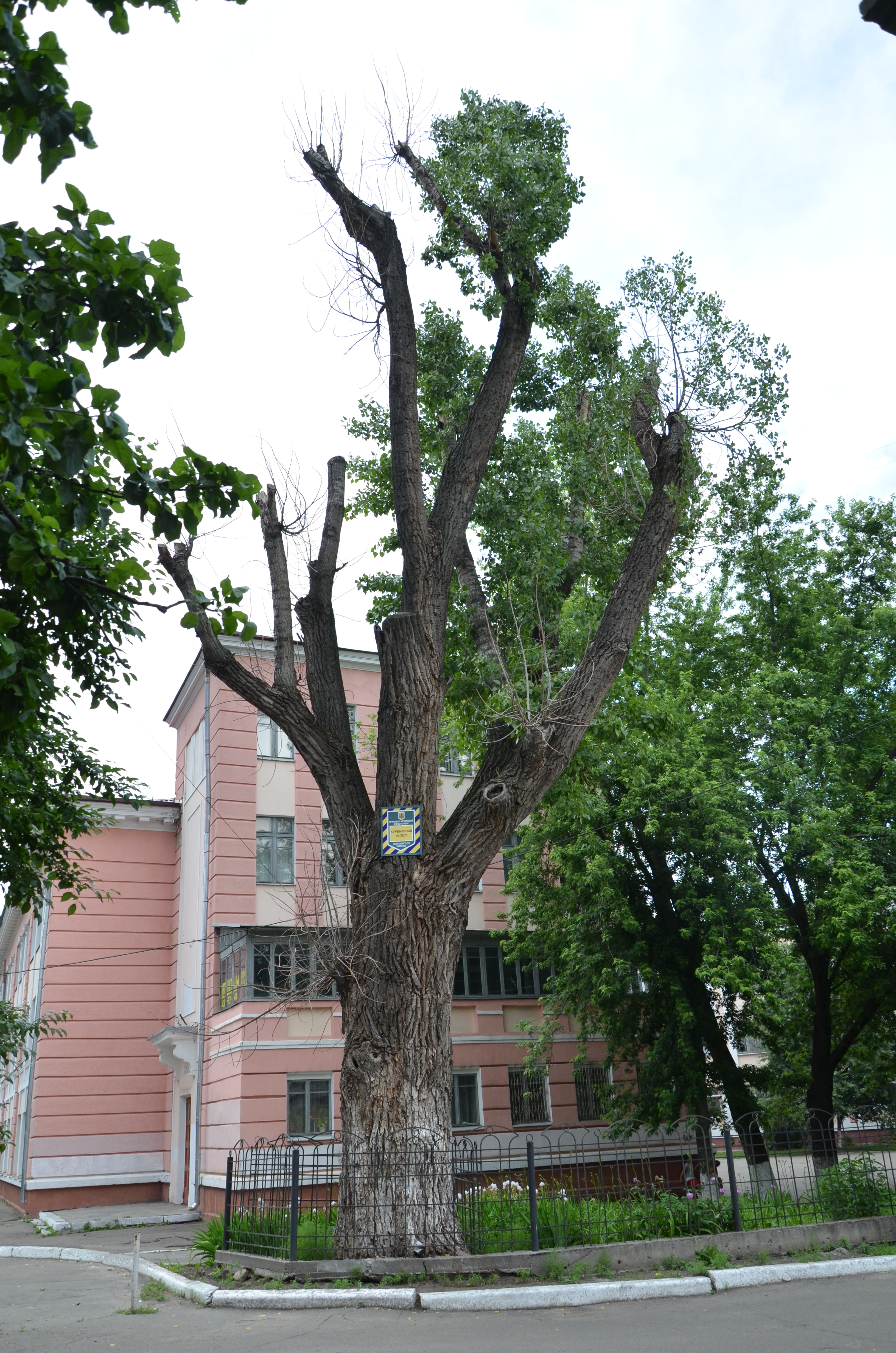
Одна з тополь (травень 2014)
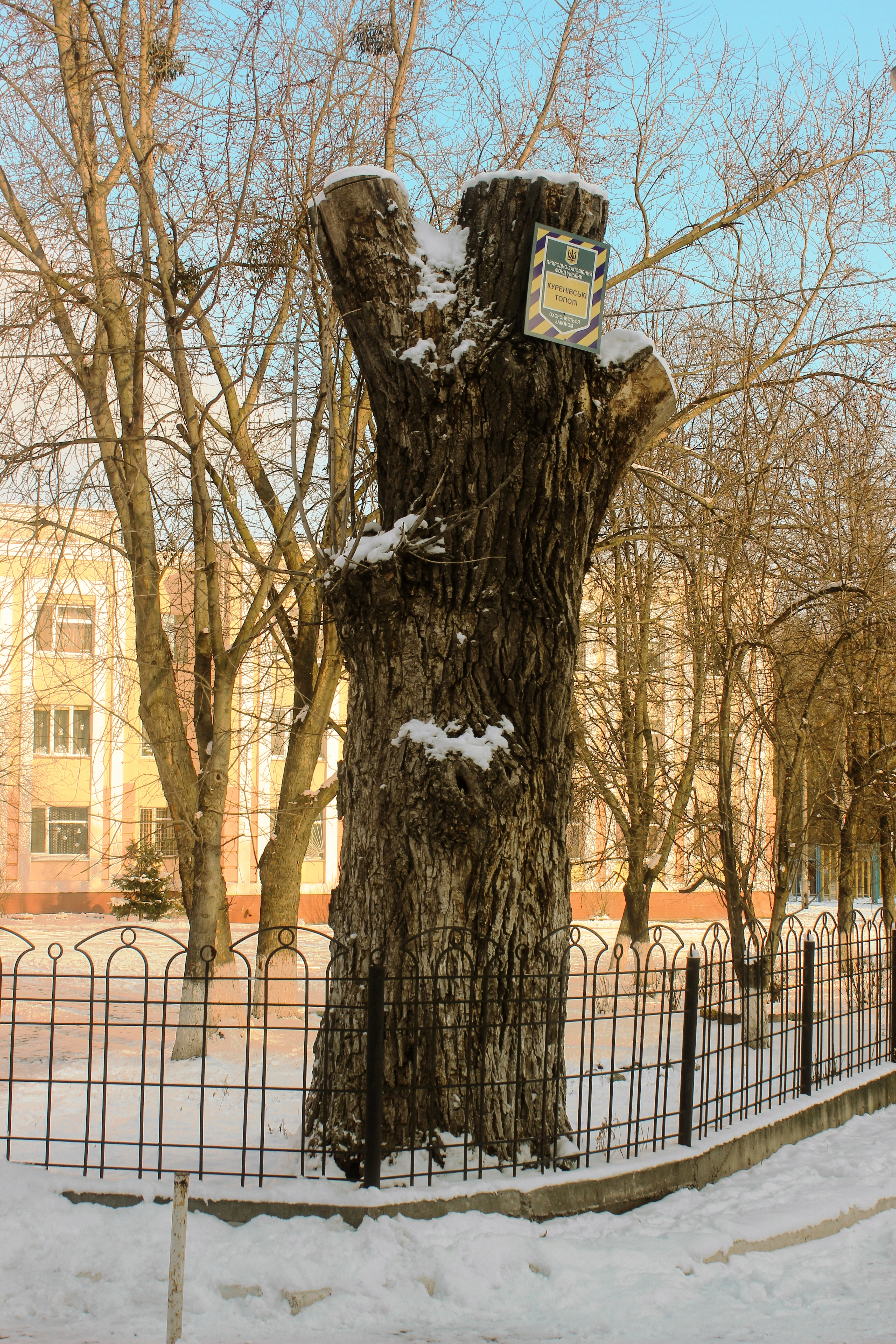
Одна з тополь (січень 2016)